# Поиск в ширину
Поиск в ширину (англ. breadth-first search, BFS) — один из методов обхода графа. Пусть задан граф {\displaystyle G=(V,E)} и выделена исходная вершина {\displaystyle s}. Алгоритм поиска в ширину систематически обходит все ребра {\displaystyle G} для «открытия» всех вершин, достижимых из {\displaystyle s}, вычисляя при этом расстояние (минимальное количество рёбер) от {\displaystyle s} до каждой достижимой из {\displaystyle s} вершины. Алгоритм работает как для ориентированных, так и для неориентированных графов.
Поиск в ширину имеет такое название потому, что в процессе обхода мы идём вширь, то есть перед тем как приступить к поиску вершин на расстоянии {\displaystyle k+1}, выполняется обход вершин на расстоянии {\displaystyle k}.
Поиск в ширину является одним из неинформированных алгоритмов поиска.

## Работа алгоритма
Поиск в ширину работает путём последовательного просмотра отдельных уровней графа, начиная с узла-источника {\displaystyle u}.
Рассмотрим все рёбра {\displaystyle (u,v)}, выходящие из узла {\displaystyle u}. Если очередной узел {\displaystyle v} является целевым узлом, то поиск завершается; в противном случае узел {\displaystyle v} добавляется в очередь. После того, как будут проверены все рёбра, выходящие из узла {\displaystyle u}, из очереди извлекается следующий узел {\displaystyle u}, и процесс повторяется.

## Неформальное описание
1. Поместить узел, с которого начинается поиск, в изначально пустую очередь.
2. Извлечь из начала очереди узел {\displaystyle u} и пометить его как развёрнутый.
  - Если узел {\displaystyle u} является целевым узлом, то завершить поиск с результатом «успех».
  - В противном случае, в конец очереди добавляются все преемники узла {\displaystyle u}, которые ещё не развёрнуты и не находятся в очереди.
3. Если очередь пуста, то все узлы связного графа были просмотрены, следовательно, целевой узел недостижим из начального; завершить поиск с результатом «неудача».
4. Вернуться к п. 2.

Примечание: деление вершин на развёрнутые и не развёрнутые необходимо для произвольного графа (так как в нём могут быть циклы). Для дерева эта операция не нужна, так как каждая вершина будет выбрана один-единственный раз.

## Формальное описание
Ниже приведён псевдокод алгоритма для случая, когда необходимо лишь найти целевой узел. В зависимости от конкретного применения алгоритма, может потребоваться дополнительный код, обеспечивающий сохранение нужной информации (расстояние от начального узла, узел-родитель и т. п.)
Рекурсивная формулировка:
```
BFS(
start_node
, 
goal_node
) {
  
return
 BFS'({
start_node
}, ∅, 
goal_node
);
}
BFS'(
fringe
, 
visited
, 
goal_node
) {
  
if
(
fringe
 == ∅) {
    // Целевой узел не найден
    
return
 false; 
  }
  
if
 (
goal_node
 ∈ 
fringe
) {
    
return
 true;
  }
  
return
 BFS'({
child
 | 
x
 ∈ 
fringe
, 
child
 ∈ expand(
x
)} \ 
visited
, 
visited
 ∪ 
fringe
, 
goal_node
);
}
```

Итеративная формулировка:
```
BFS(
start_node
, 
goal_node
) {
 
for
(all nodes i) 
visited
[
i
] = false; // изначально список посещённых узлов пуст
 
queue
.push(
start_node
);              // начиная с узла-источника
 
while
(! 
queue
.empty() ) {            // пока очередь не пуста
  
node
 = 
queue
.pop();                 // извлечь первый элемент в очереди
  
if
(
node
 == 
goal_node
) {
   
return
 true;                       // проверить, не является ли текущий узел целевым
  }
  
visited
[node] = true;               // пометить текущую ноду посещенной
  
foreach
(
child
 
in
 expand(
node
)) {    // все преемники текущего узла, ...
   
if
(visited[
child
] == false) {      // ... которые ещё не были посещены ...
    
queue
.push(
child
);                // ... добавить в конец очереди...
    
visited
[
child
] = true;            // ... и пометить как посещённые
   }
  }
 }
 
return
 false;                        // Целевой узел недостижим
}
```

Реализация на Pascal:
```
function
 
BFS
(
v
 
:
 
Node
)
 
:
 
Boolean
;

begin

  
enqueue
(
v
)
;

  
while
 
queue
 
is
 
not
 
empty
 
do

  
begin

    
curr
 
:=
 
dequeue
()
;

    
if
 
is_goal
(
curr
)
 
then

    
begin

      
BFS
 
:=
 
true
;

      
exit
;

    
end
;

    
mark
(
curr
)
;

    
for
 
next
 
in
 
successors
(
curr
)
 
do

      
if
 
not
 
marked
(
next
)
 
then

      
begin

        
enqueue
(
next
)
;

      
end
;

  
end
;

  
BFS
 
:=
 
false
;

end
;

```

## Свойства
Обозначим число вершин и рёбер в графе как {\displaystyle \vert V\vert } и {\displaystyle \vert E\vert } соответственно.

### Пространственная сложность
Так как в памяти хранятся все развёрнутые узлы, пространственная сложность алгоритма составляет {\displaystyle O(\vert V\vert +\vert E\vert )}.
Алгоритм поиска с итеративным углублением похож на поиск в ширину тем, что при каждой итерации перед переходом на следующий уровень исследуется полный уровень новых узлов, но требует значительно меньше памяти.

### Временная сложность
Так как в худшем случае алгоритм посещает все узлы графа, при хранении графа в виде списков смежности, временная сложность алгоритма составляет {\displaystyle O(\vert V\vert +\vert E\vert )}.

### Полнота
Если у каждого узла имеется конечное число преемников, алгоритм является полным: если решение существует, алгоритм поиска в ширину его находит, независимо от того, является ли граф конечным. Однако если решения не существует, на бесконечном графе поиск не завершается.

### Оптимальность
Если длины рёбер графа равны между собой, поиск в ширину является оптимальным, то есть всегда находит кратчайший путь. В случае взвешенного графа поиск в ширину находит путь, содержащий минимальное количество рёбер, но не обязательно кратчайший.
Поиск по критерию стоимости является обобщением поиска в ширину и оптимален на взвешенном графе с неотрицательными весами рёбер. Алгоритм посещает узлы графа в порядке возрастания стоимости пути из начального узла и обычно использует очередь с приоритетами.

## История и применения
Поиск в ширину был формально предложен Э. Ф. Муром в контексте поиска пути в лабиринте. Ли независимо открыл тот же алгоритм в контексте разводки проводников на печатных платах.
Поиск в ширину может применяться для решения задач, связанных с теорией графов:
- Волновой алгоритм поиска пути в лабиринте[4]
- Волновая трассировка печатных плат[5]
- Поиск компонент связности в графе
- Поиск кратчайшего пути между двумя узлами невзвешенного графа
- Поиск в пространстве состояний: нахождение решения задачи с наименьшим числом ходов, если каждое состояние системы можно представить вершиной графа, а переходы из одного состояния в другое — рёбрами графа[2]
- Нахождение кратчайшего цикла в ориентированном невзвешенном графе[2]
- Нахождение всех вершин и рёбер, лежащих на каком-либо кратчайшем пути между двумя вершинами {\displaystyle a} и {\displaystyle b}[2]
- Поиск увеличивающего пути в алгоритме Форда-Фалкерсона (алгоритм Эдмондса-Карпа)